# Passbook
Passbook är en applikation för Apples  operativsystem IOS. Passbook gör det möjligt att samla biljetter, kuponger och kundkort. Den gjordes av Apple och släpptes 19 september 2012. 
Med Passbook kan man samla exempelvis tågbiljetter, biobiljetter och presentkort på samma ställe. Idag är det mest flygbolag som är anslutna till appen men fler företag ansluter hela tiden. SJ har, som första företag som enbart är verksamt i Sverige, anslutit sig till tjänsten.

## Företag som använder Passbook
Appen är mest populär i USA och de flesta flygbolag som flyger dit stöder appen. Under 2013 kommer även ett flertal lag i Major League Baseball stödja appen för att kunna köpa biljetter till matcherna.

### Flygbolag
- Scandinavian Airlines[1]
- Air France
- American Airlines
- Easyjet
- Lufthansa

### Övriga
- Starbucks[2]
- Subway